# Липп, Вольфганг
Вольфганг Липп (нем. Wolfgang Lipp; 21 декабря 1941, Линц — 16 декабря 2014, Вюрцбург) — немецкий социолог австрийского происхождения.

## Биография
Учился в Вене, Мюнстере, Бохуме. В 1977 защитил диссертацию «Стигма и харизма» в Билефельдском университете. Ординарный профессор Вюрцбургского университета.
Преподавал в Нэшвилле, Тренто, Токио, Вене. Организовал в рамках Немецкого социологического общества секцию социологии культуры (1985). Соиздатель книжной серии Schriften zur Kultursoziologie.

## Научные интересы
Автор трудов по социологии и антропологии культуры, религиозных и идеологических движений, семьи.

## Основные труды
- Institution und Veranstaltung; zur Anthropologie der sozialen Dynamik (1968)
- Konformismus-Nonkonformismus: Kulturstile, soziale Mechanismen und Handlungsalternativen (1975, в соавторстве с Ф. В. Шталлбергом)
- Industriegesellschaft und Regionalkultur: Untersuchungen für Europa (1984)
- Stigma und Charisma: über soziales Grenzverhalten (1985, переизд. 2010)
- Kulturtypen, Kulturcharaktere: Träger, Mittler und Stifter von Kultur (1987)
- Kulturpolitik: Standorte, Innensichten, Entwürfe (1989)
- Drama Kultur. Teil 1: Abhandlungen zur Kulturtheorie; Teil 2: Urkulturen, Institutionen heute, Kulturpolitik (1994)
- Heimat — Nation — Europa. Wohin trägt uns der Stier? Standorte in Bewegung (1999)